# Maurits De Schrijver
Maurits De Schrijver (26 de junho de 1951) é um ex-futebolista belga que competiu na Copa do Mundo FIFA de 1982.